# 1948년~1961년 베를린 지역 통근 문제

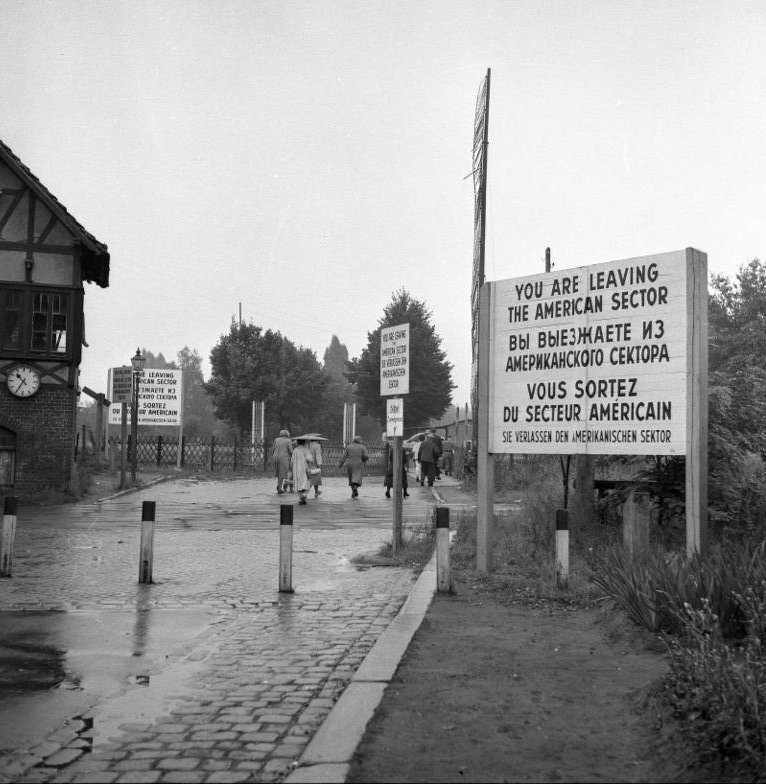
베를린 S반의 뒤펠역 주변 국경을 넘는 통근객(1955년)

1948/1949년 베를린 분단이 시작되면서 베를린 광역권의 통근 문제가 발생했다. 베를린이 둘로 나뉘면서 사용하는 통화가 서로 갈라졌고, 역사적으로 도시가 성장하면서 주거 및 산업 지구가 도시 및 광역권의 다른 곳에 분포하게 되었고, 분단 이후 동서베를린간 국경을 넘는 통근객이 이에 따라서 생기게 되었다. 당시 동베를린을 지배했던 사회주의통일당에서는 국경간 통근객이 전체 베를린의 문제였다는 점을 부인했고 1961년 8월 베를린 장벽 설립을 정당화하기 위해서 왜곡하여 선전했다.

## 문제 발생 원인
1948년 독일 연방주 은행(Bank Deutscher Länder) 발행 독일 마르크(DM-West)가 서베를린에, 독일 발권은행(Deutsche Notenbank) 발행 동독 마르크(DM-Ost)가 소련군 점령지구와 동베를린에 각각 도입되면서 문제가 발생했다. 서베를린 주민 중 약 122,000명은 동베를린이나 베를린 광역권으로 통근했고 동독 마르크로 임금을 받았으며(동독 통근자), 동베를린 주민 중 76,000명은 서베를린으로 통근했고 일정 상한선 내에서 서독 마르크로 임금을 받았다(서독 통근자). 서독 마르크와 동독 마르크 사이의 환율이 1:4까지 변하면서, 서독 마르크의 구매력이 동독 마르크의 4배만큼 높아졌기 때문에 서베를린 내 동독 통근자의 생계가 위험해지기 시작했다.

## 서방 임금 평준화 기금을 통한 통제
서방 연합군에서는 통일된 베를린 노동 시장을 유지하기 위해서 1949년 3월 20일 서독 통근자의 임금 상한선을 철폐하고 민간 기업 고용자의 임금 평준화 기금을 창설했다. 동독 통근자는 동독 마르크로 받은 임금의 최대 60%를 서독 마르크로 1:1 환전할 수 있었으며, 서독 통근자는 서독 마르크로는 최대 10%, 나머지 90%는 동독 마르크로 임금을 지급했다.
동독 통근자는 사회주의통일당의 정치 및 사회주의 프로그램에 포함되지 않았기 때문에 대량 해고와 서베를린 인접 지구 국경 폐쇄(1952년)를 통해서 그 수를 13,000명까지 줄였다. 동베를린의 관청, 경찰, 교사는 1948년/1949년 베를린 분할 당시 고용 유지 조건으로 동베를린 및 동독으로의 이주를 의무화했기 때문에 이를 통해서 문제를 해결했다. 임금 평준화 기금에도 해당 분야 노동자는 포함되지 않았다.
반면 서독 통근자는 사회주의통일당의 노력에도 줄어들지 않았다. 1954년 잠깐 줄어들었던 때를 제외하면 1961년 베를린 장벽 설립까지 4만-6만명을 유지했다. 동독 측에서는 주택 보급, 유아 교육 기회, 여행 허가 등에서 불이익을 주었으며, 외환 거래 규정을 자의적으로 해석하여 서베를린에서 직장을 유지하면 투옥까지 시킬 수도 있었으나, 그럼에도 불구하고 서독으로 최소한 5만명이 이주했고 서독 통근자도 줄어들지 않았다. 동독 통근자 수는 계속 줄었기 때문에 임금 평준화 기금에서 지급하는 서독 마르크는 계속 증가했다. 1961년 8월에는 275 서독 마르크 한도에서 최대 40%까지 지급받을 수 있었다. 법적인 불안정성에도 불구하고 서베를린에서 구매할 수 있었던 상품이 더 다양했고 환율이 더 유리했기 때문에 서베를린에서 고용된 것에는 장점이 있었다.
동서베를린간 합법 노동자 외에도 청소, 운송, 요식업에서는 불법으로 서독으로 통근하는 노동자도 있었다. 불법 노동의 특성상 연금 생활자의 시간제 임시직이 대부분이었고, 그 숫자는 8천명에서 2만명까지로 추측되었으나 경제적인 의미는 적었다.

## 사회주의통일당의 해결책

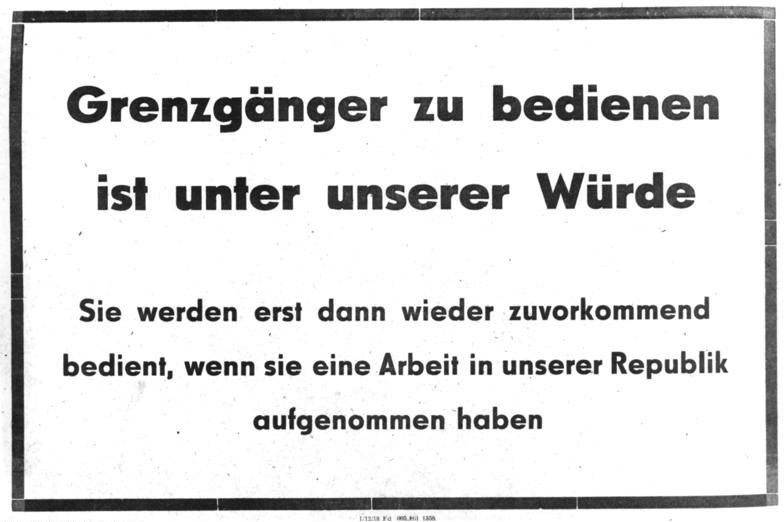
쾨니히스 부스터하우젠에 붙은 서베를린으로 통근하는 동독 국민의 문제점을 알리는 선전 포스터(1961년)

동독 탈출이 증가하여 1961년 사회주의통일당에서 서베를린을 봉쇄하여 서독 통근자 문제를 해결하기로 결정하면서, 서독 통근자를 반역자, 범죄자, 기생충으로 묘사하는 선전 활동을 펼치기 시작했다. 1961년 8월 1일 발효된 새 규정에 의해서 서독 통근자는 사실상 서베를린에서 더 이상 노동 관계를 유지할 수 없었다.
동시에 1961년 8월 13일 베를린 장벽을 건설하기 시작하면서 통근 문제를 해결해 버렸다. 당시 동독 통근자는 12,000명이 있었으며, 이들의 절반인 6,000명은 독일제국철도(Deutsche Reichsbahn)에 고용되어 있었다. 나머지의 대부분은 예술가, 과학자, 기술자, 의사였다. 운터 덴 린덴 국립 오페라의 독주자 약 70%는 서독에서 통근했다. 베를린 장벽으로 인해서 서독 통근자가 사라졌기 때문에 이들의 임금을 기반으로 한 임금 평준화 기금은 동독 통근자에 대한 임금 지급을 중단했다. 동독 통근자들은 직장을 포기하거나 동독으로 이주해야 했다. 동독 내에서 대체하기 어려웠던 직종 중 소수만 동독으로 이주했고 나머지 일자리는 충원되지 않았다. 사회주의통일당은 불이익에도 불구하고 동독을 서방 세계로부터 봉쇄하는 데 찬성했다.
과거의 서독 통근자는 직장을 잃어버리면서 일상 생활에서 오랫동안 차별받았고, 동독에서 능력 이하의 직장에 고용되었고, 경찰의 감시를 받고 있었다.

## 동서베를린간 노동자
- 호르스트 부흐홀츠(1933년–2003년), 배우.
- 볼프강 슈타우테(1906년-1984년), 영화 감독.

## 참고 문헌
- Frank Roggenbuch: Das Berliner Grenzgängerproblem. Verflechtung und Systemkonkurrenz vor dem Mauerbau. Walter de Gruyter, Berlin, New York 2008, ISBN 3-11-020344-8 (Veröffentlichungen der Historischen Kommission zu Berlin Band 107).
- Erika M. Hoerning: Zwischen den Fronten. Berliner Grenzgänger und Grenzhändler 1948–1961. Böhlau, Köln, Weimar, Wien 1992, ISBN 3-412-08091-8.
- Frank Roggenbuch: Verflechtung und Systemkonkurrenz. Eine Betrachtung zum Berliner Grenzgängerproblem. (PDF-Datei 보관됨 2016-03-04 - 웨이백 머신).